# Schach dem Schweinehund
Schach dem Schweinehund ist ein Schachprogramm, das von Christian Donninger entwickelt und im Jahr 2000 bei ChessBase veröffentlicht wurde.
Das Programm beruht auf Donningers Nimzo 7.32 und verfügt über eine ähnliche Spielstärke. Um auch wenig fortgeschrittene Käufer anzusprechen, wurden mehrere Handicap-Optionen eingebaut, um das Programm möglichst „menschliche“ Fehler machen zu lassen. In die Benutzeroberfläche wurden Videoanimationen des namengebenden Schweinehundes, ähnlich einer Bulldogge, integriert. Diese Figur kommentiert den Verlauf der Partie situationsbezogen mit Mimik und mehr oder weniger witziger Sprachausgabe. Das Programm läuft unter Betriebssystemen ab Microsoft Windows 95. Es unterstützt Endspieldatenbanken, bei denen Drei- und Viersteiner auf CD-ROM enthalten sind, sowie die Portable Game Notation zur Verwaltung von Partien.